# Nangar National Park
Nangar National Park är en park i Australien. Den ligger i delstaten New South Wales, i den sydöstra delen av landet, omkring 250 kilometer väster om delstatshuvudstaden Sydney.
Runt Nangar National Park är det mycket glesbefolkat, med 2 invånare per kvadratkilometer.. Närmaste större samhälle är Eugowra, omkring 19 kilometer väster om Nangar National Park. 
Trakten runt Nangar National Park består till största delen av jordbruksmark. Genomsnittlig årsnederbörd är 773 millimeter. Den regnigaste månaden är februari, med i genomsnitt 149 mm nederbörd, och den torraste är november, med 27 mm nederbörd.